# Mouloundou
Mouloundou é um departamento da província de Ogooué-Lolo, no Gabão.